# جغد ابروگندمی
جغد ابروگندمی (نام علمی: Pulsatrix koeniswaldiana) نام یک گونه از سرده جغد عینکی است.